# Secció de corda

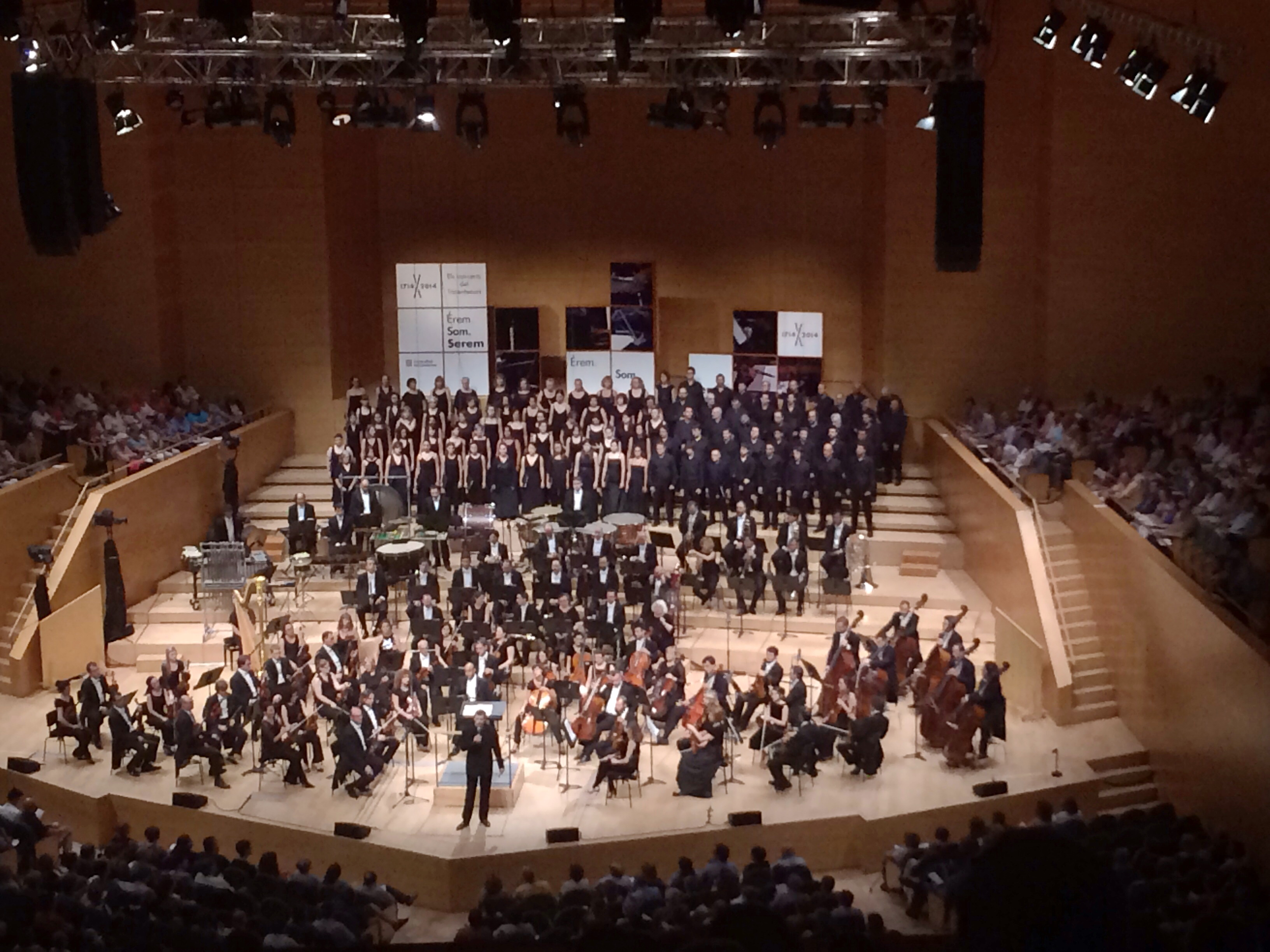
L'Orquestra Simfònica de Barcelona i Nacional de Catalunya

La secció de corda és el cos més gran de l'orquestra Clàssica estàndard. Normalment està formada pels primers violins, els segons violins, les violes, el violoncels o cellos, i els contrabaixos (o baixos). Una orquestra que només té una secció de corda s'anomena una orquestra de corda. Seccions de corda reduïdes també s'utilitzen en el jazz, i en arranjaments de música pop i rock.

## Ubicació i funcions

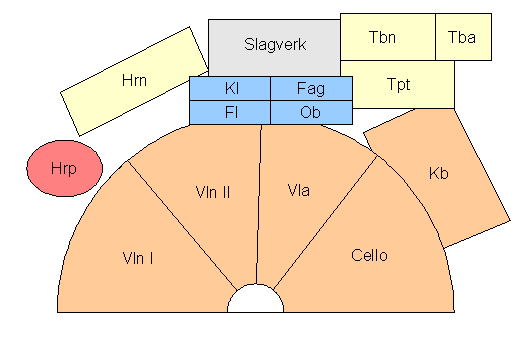
Distribució de seients habitual en una orquestra. Primers violins són etiquetats "Vln I"; segons violins són "Vln II", les violes són Vla", i els contrabaixos són "Kb".

La manera més habitual de distribuir la secció de cordes en l'espai és amb els primers violins, segons violins, violes i violoncels situats en el sentit de les agulles del rellotge al voltant del director, i els contrabaixos darrere dels cellos a la dreta. Els primers violins són dirigits pel concertino. Les altres seccions de corda també tenen un intèrpret principal (segon violí solista, viola solista, violoncel solista o contrabaix solista) que toca els solos orquestrals per la secció, les entrades principals i, en alguns casos, lidera les salutacions de la secció (el concertino pot indicar la salutació de totes les cordes, o només per les cordes superiors). Els músics de corda solistes seuen normalment al davant de la seva secció, més a prop del director i del públic.

### Secció de violins segons
Els violin segons toquen instruments exactament iguals que els primers. La divisió entre primers i segons violins no té relació amb els instruments sinó amb el fet que cada secció toca parts musicals separades. La part dels segons és normalment en un to més greu, i poden tenir tant el paper d'acompanyament com jugar amb una línia melòdica de suport als primers violins. 

### Secció de violoncels i contrabaixos
La secció de contrabaix toca la línia de baix. En obres simfòniques, especialment d'època barroca (1600-1750) i clàssica (1750-1820), el baix i el cello solien tocar la mateixa part, anomenada "Bassi". Tanmateix, el contrabaix solia tocar una octava per sota del cello. En l'era Clàssica, alguns compositors, com Haydn i Beethoven va començar a diferenciar les parts dels contrabaixos i les dels violoncels. Malgrat algunes excepcions, com el recitatiu de la novena Simfonia de Beethoven, en la qual els contrabaixos tenen una funció més melòdica; en general, durant el segle xix s'assignaven les línies més senzilles al contrabaix i les parts més melòdiques o tècnicament complexes als violoncels

## Posada en escena
En una posada en escena típica, els violins, violes i cellos seuen amb dos intèrprets que compartint faristol i els membres de cada secció en línia darrere dels primers dos intèrprets. Hi ha més variacions a la secció de contrabaix, depenent en la mida de la secció i l'espai escènic. Els contrabaixos poden situar-se en un arc darrere dels cellos, ja sigui drets o sobre tamborets alts.

## Números i assignment de parts
La mida d'una secció de corda pot ser expressada amb una fórmula del tipus (per exemple) 10-10-8-10-6, designant respectivament el número de primers violins, segons violins, violes, cellos, i contrabaixos. Els números poden variar àmpliament; així en una orquestra gran podrien ser 14-14-12-12-10; però en un cas com l'orquestra de La Creació del Món de Darius Milhaud és 1-1-0-1-1.
La música per una secció de corda no ha de ser necessàriament escrita per a cinc parts; les parts poden ser assignades a més d'un instrument o de vegades alguns instruments en són omesos. Per això en la música del període clàssic, el cellos i contrabaixos solen tocar la mateixa música i les seves parts normalment estan escrites en una sola línia indicant que el contrabaix toqui una octava per sota.

### Secció de corda sense violins
En l'oratori de Haydn La Creació, la música usada quan Déu diu als animals recent creats que siguin fructífers i es multipliquin, aconsegueix un to ric i fosc pel seu enquadrament per a viola dividida i cello, ometent les seccions de violins. Algunes obres famoses sense violins són el 6è  Concert de Brandenburg de Bach, la Segona Serenata de Brahms, el Rèquiem d'Andrew Lloyd Webber, i l'òpera de Philip Glass Akhnaten. Les primeres versions del Rèquiem de Fauré i la Cantiga de Jean Racine també eren sense parts de violí, però els editors van fer afegir parts opcionals de violí.

### Secció de corda sense violes
Händel sovint va escriure obres per a cordes sense violes: per exemple molts dels seus Chandos Anthems. Les misses de Mozart i ofertoris escrits per la catedral de Salzburg, solien prescindir de les violes, igual que moltes de les seves danses. Leonard Bernstein va ometre les violes a West Side Story.

### Secció de corda sense violins o violes
La Simfonia dels salms de Stravinski no té cap part per violins o violes.

## En altres gèneres musicals
"Secció de corda" és també utilitzat per descriure un grup d'instruments de corda fregada en rock, pop, jazz i música comercial. En aquest context la mida i la composició de la secció de corda és menys estandarditzat, i normalment més petit, que en una orquestra clàssica.